# Абелеве розширення
В абстрактній алгебрі абелеве розширення поля — розширення Галуа, для якого група Галуа є абелевою. Важливим частковим прикладом є циклічне розширення, для якого група Галуа є циклічною.
Наприклад розширення {\displaystyle \mathbb {Q} [{\sqrt {2}}]} є абелевим. Його група Галуа складається з двох елементів і є абелевою. Нетривіальний автоморфізм переставляє місцями числа {\displaystyle {\sqrt {2}}} і {\displaystyle -{\sqrt {2}}.}
Натомість розширення {\displaystyle \mathbb {Q} [{\sqrt[{3}]{2}},{\sqrt {3}}i]} не є абелевим. Дане поле є полем розкладу многочлена {\displaystyle x^{3}-2} і його автоморфізми, що фіксують {\displaystyle \mathbb {Q} ,} переставляють різні корені цього многочлена. Тому група Галуа цього розширення є симетричною групою порядку 3 і не є абелевою.
Довільне скінченне розширення скінченного поля є циклічним розширенням. Важливим прикладом абелевого розширення є циклотомічні (кругові розширення), що одержуються приєднанням до поля коренів з одиниці. У випадку поля раціональних чисел, внаслідок такого розширення одержуються кругові поля. Згідно з теоремою Кронекера — Вебера довільне абелеве розширення раціональних чисел є підполем деякого кругового поля.
Якщо поле містить первісний корінь з одиниці степеня n, то розширення одержане приєднанням до нього кореня степеня n з деякого елемента (розширення Куммера) є абелевим розширенням. Для загального випадку це твердження не є вірним.